# 圣彼得学院 (阿德莱德)
圣彼得学院（简称SPSC、St Peter's或Saints）是一所由澳大利亚圣公会于1847年7月15日在澳大利亚阿德莱德市创立的男子学校。其主校园位于阿德莱德市中心以北的Hackney区和南澳大利亚房价最贵的College Park区，分为学前教育与小学部和中学部。其中，中学部（8年级至12年级）拥有大部分校区与历史悠久的教学楼，而学前教育与小学部（1年级至7年级）位于主校区南部。除主校园外，圣彼得学院还拥有一座位于Finniss区的户外教育中心。
圣彼得学院是世界闻名的G20 Schools组织成员之一，因其悠久的历史、优秀的教育水准，在南澳大利亚、澳大利亚，甚至全世界都享有盛名。其历届毕业生中，共有3人获得诺贝尔奖，41人获得罗兹奖学金，为南澳大利亚州和整个澳大利亚的繁荣做出了很大贡献。根據2010年發表的分析，根據校友中所获得澳大利亚勛位制度中最高榮譽的人数，聖彼得學院在澳大利亚的学校中排名第四。
圣彼得学院是一座寄宿与全日制混合的单性别学校（男子），提供学前、初级（1-7年级）、高级（8-10年级）及大学预科（11-12年级）等不同等级的教育。其中，大学预科提供两种不同系统的教育，可由学生自由选择，分别为：SACE（South Australian Certificate of Education，南澳大利亚州教育证书）和IB（International Baccalaureate，国际文凭）。此外，由于圣彼得学院为私立学校，大量学校收入来自学生的学费，所以学费较为昂贵，根据学生年级不同，分别从每学年18,750至32,910澳元不等，其中不包括学生的个人费用（如教材费、校服费），国际学生留学费用，寄宿费用，学校的维护费以及其他特殊费用。另外，学校还有少部分收入来源于政府的津贴以及澳大利亚圣公会的宗教捐助。
高考成绩常年位居南澳大利亚州前列，在2024年的高考中，南澳大利亚一半的高考满分来源于圣彼得学院（包括SACE和IB）。